# Campeonato de Fútbol Playa AFA
El Campeonato de Fútbol Playa AFA es un torneo de fútbol playa organizado por la Asociación del Fútbol Argentino. Está formado por dos divisiones.

Esta liga es considerada la máxima categoría de la Argentina, aunque solo nuclea a los clubes de la Ciudad de Buenos Aires, su área metropolitana, la ciudad de Rosario y desde 2024 la ciudad de Santa Fe. De todas formas el Consejo Federal de la AFA, organiza una zona extra para equipos del Interior del país.

## Historial
| Año                            | Campeón              | Final Resultado | Subcampeón      |  |
| ------------------------------ | -------------------- | --------------- | --------------- |  |
| 2017 Detalles                  | Provincial           | Fase Final      | Huracán         |  |
| 2018 Detalles                  | Acassuso             | 5:4             | Provincial      |  |
| 2019 Apertura                  | Acassuso             | -               | Rosario Central |  |
| 2019 Clausura                  | Provincial           | -               | Ituzaingó       |  |
| 2019/20 Apertura               |                      | Suspendido      |                 |  |
| 2019/20 Clausura               |                      | No disputado    |                 |  |
| 2021 Transición                | Acassuso             | -               | Racing          |  |
| 2021 Detalles                  | Buenos Aires City    | 5:5 (3:2)       | Acassuso        |  |
| 2022 Campeonato Clasificatorio | Acassuso             | -               | Tigre           |  |
| 2022 Final 5                   | Acassuso             | -               | Racing          |  |
| 2023                           | Acassuso             | -               |                 |  |
| 2024                           | Argentino de Rosario | -               | Acassuso        |  |

## Ediciones

### 1.ª edición: 2017
Esta copa contó con la participación de los equipos: Acassuso, Barracas Central, Buenos Aires City FC, Ferro Carril Oeste, Huracán, Ituzaingó, Unión Deportivo Provincial y Racing Club. Además, por parte del Consejo del Interior participaron Argentino de Rosario, Central Córdoba (Rosario) y Rosario Central.
Las zonas realizadas por AFA tuvieron de sede el Polideportivo Luis Monti de Escobar, mientras que la zona organizada por el Consejo Federal se desarrolló en el Balneario La Florida en la ciudad de Rosario. Se desarrolló en dos zonas de cuatro equipos cada una, mientras que la zona del Interior constó de solo 3 equipos rosarinos.

#### Primera Fase[5]

##### Zona 1
| Equipo      | Pts. | PJ | PG | PG++ | PP | GF | GC | Dif. |
| ----------- | ---- | -- | -- | ---- | -- | -- | -- | ---- |
| Huracán     | 9    | 3  | 3  | 0    | 0  | 23 | 10 | +13  |
| Ituzaingó   | 6    | 3  | 2  | 0    | 1  | 19 | 12 | +7   |
| Acassuso    | 3    | 3  | 1  | 0    | 2  | 14 | 23 | -9   |
| Racing Club | 0    | 3  | 0  | 0    | 3  | 12 | 23 | -11  |

| 27 de octubre, 19:00 (UTC-3) | Huracán | 9:4 | Racing Club | Polideportivo Municipal Luis Monti, Escobar |  |

| 27 de octubre, 20:00 (UTC-3) | Acassuso | 5:8 | Ituzaingó | Polideportivo Municipal Luis Monti, Escobar |  |

| 28 de octubre, 11:00 (UTC-3) | Racing Club | 3:8 | Ituzaingó | Polideportivo Municipal Luis Monti, Escobar |  |

| 28 de octubre, 12:00 (UTC-3) | Huracán | 10:3 | Acassuso | Polideportivo Municipal Luis Monti, Escobar |  |

| 29 de octubre, 09:00 (UTC-3) | Ituzaingó | 3:4 | Huracán | Polideportivo Municipal Luis Monti, Escobar |  |

| 29 de octubre, 10:00 (UTC-3) | Acassuso | 6:5 | Racing Club | Polideportivo Municipal Luis Monti, Escobar |  |

##### Zona 2
| Equipo                     | Pts. | PJ | PG | PG++ | PP | GF | GC | Dif. |
| -------------------------- | ---- | -- | -- | ---- | -- | -- | -- | ---- |
| Unión Deportivo Provincial | 9    | 3  | 3  | 0    | 0  | 20 | 7  | +13  |
| Barracas Central           | 6    | 3  | 2  | 0    | 1  | 21 | 23 | -2   |
| Buenos Aires City FC       | 3    | 3  | 1  | 0    | 2  | 19 | 22 | -3   |
| Ferro Carriel Oeste        | 0    | 3  | 0  | 0    | 3  | 18 | 26 | -8   |

| 27 de octubre, 17:00 (UTC-3) | Buenos Aires City FC | 2:5 | Unión Deportivo Provincial | Polideportivo Municipal Luis Monti, Escobar |  |

| 27 de octubre, 18:00 (UTC-3) | Barracas Central | 9:8 | Ferro Carriel Oeste | Polideportivo Municipal Luis Monti, Escobar |  |

| 28 de octubre, 09:00 (UTC-3) | Buenos Aires City FC | 9:11 | Barracas Central | Polideportivo Municipal Luis Monti, Escobar |  |

| 28 de octubre, 10:00 (UTC-3) | Unión Deportivo Provincial | 9:4 | Ferro Carriel Oeste | Polideportivo Municipal Luis Monti, Escobar |  |

| 29 de octubre, 11:00 (UTC-3) | Ferro Carriel Oeste | 6:8 | Buenos Aires City FC | Polideportivo Municipal Luis Monti, Escobar |  |

| 29 de octubre, 12:00 (UTC-3) | Barracas Central | 1:6 | Unión Deportivo Provincial | Polideportivo Municipal Luis Monti, Escobar |  |

##### Zona 3 (Interior)
| Equipo                    | Pts. | PJ | PG | PG++ | PP | GF | GC | Dif. |
| ------------------------- | ---- | -- | -- | ---- | -- | -- | -- | ---- |
| Argentino de Rosario      | 4    | 2  | 1  | 1    | 0  | 12 | 7  | +5   |
| Rosario Central           | 3    | 2  | 1  | 0    | 1  | 12 | 6  | +6   |
| Central Córdoba (Rosario) | 0    | 2  | 0  | 0    | 2  | 3  | 14 | -11  |

| 28 de octubre, 10:00 (UTC-3) | Rosario Central | 5:5 (t. s.)(1:3 p.) | Argentino de Rosario | Balneario La Florida, Rosario |  |

| 28 de octubre, 13:00 (UTC-3) | Rosario Central | 7:1 | Central Córdoba (Rosario) | Balneario La Florida, Rosario |  |

| 28 de octubre, 16:00 (UTC-3) | Argentino de Rosario | 7:2 | Central Córdoba (Rosario) | Balneario La Florida, Rosario |  |

#### Fase Final[6]
| Equipo                     | Pts. | PJ | PG | PG++ | PP | GF | GC | Dif. |
| -------------------------- | ---- | -- | -- | ---- | -- | -- | -- | ---- |
| Unión Deportivo Provincial | 4    | 2  | 1  | 1    | 0  | 16 | 14 | +2   |
| Huracán                    | 3    | 2  | 1  | 0    | 1  | 11 | 8  | +3   |
| Argentino de Rosario       | 0    | 2  | 0  | 0    | 2  | 12 | 17 | -5   |

| 3 de noviembre | Huracán | 5:5 (t. s.)(P:G p.) | Unión Deportivo Provincial | Polideportivo Municipal Luis Monti, Escobar |  |

| 4 de noviembre | Huracán | 6:3 | Argentino de Rosario | Polideportivo Municipal Luis Monti, Escobar |  |

| 5 de noviembre | Unión Deportivo Provincial | 11:9 | Argentino de Rosario | Polideportivo Municipal Luis Monti, Escobar |  |

Club Unión Deportivo Provincial (Lobos)

Campeón

1.º título

### 2.ª edición: 2018
Esta copa contó con la participación de los equipos: Acassuso, Buenos Aires City FC, Huracán, Unión Deportivo Provincial y Racing Club, Argentino de Rosario y Rosario Central.
La Zona A se disputaron en la sede del Estadio Adabel de Paula, perteneciente al Club Deportivo Municipal de Empalme Lobos, mientras que la zona B se desarrolló en el Balneario La Florida en la ciudad de Rosario. El torneo contó con dos zonas de tres equipos cada una, clasificando los dos mejores a seminales.

#### Primera Fase[9]

##### Zona A
| Equipo                     | Pts. | PJ | PG | PG++ | PP | GF | GC | Dif. |
| -------------------------- | ---- | -- | -- | ---- | -- | -- | -- | ---- |
| Acassuso                   | 4    | 2  | 1  | 1    | 0  | 8  | 4  | +4   |
| Unión Deportivo Provincial | 3    | 2  | 1  | 0    | 1  | 4  | 7  | -3   |
| Huracán                    | 0    | 2  | 0  | 0    | 2  | 7  | 8  | -1   |

| 6 de octubre, 9:00 (UTC-3) | Acassuso | 4:4 (t. s.)(4:3 p.) | Huracán | Estadio Adabel de Paula, Empalme Lobos |  |

| 6 de octubre, 11:00 (UTC-3) | Huracán | 3:4 | Unión Deportivo Provincial | Estadio Adabel de Paula, Empalme Lobos |  |

| 6 de octubre, 16:00 (UTC-3) | Unión Deportivo Provincial | 0:4 | Acassuso | Estadio Adabel de Paula, Empalme Lobos |  |

##### Zona B
| Equipo               | Pts. | PJ | PG | PG++ | PP | GF | GC | Dif. |
| -------------------- | ---- | -- | -- | ---- | -- | -- | -- | ---- |
| Argentino de Rosario | 6    | 2  | 2  | 0    | 0  | 7  | 4  | +3   |
| Buenos Aires City FC | 3    | 2  | 1  | 0    | 1  | 6  | 6  | 0    |
| Rosario Central      | 0    | 2  | 0  | 0    | 2  | 5  | 8  | -3   |

| 6 de octubre, 9:00 (UTC-3) | Argentino de Rosario | 3:2 | Buenos Aires City FC | Balneario La Florida, Rosario |  |

| 6 de octubre, 11:00 (UTC-3) | Buenos Aires City FC | 4:3 | Rosario Central | Balneario La Florida, Rosario |  |

| 6 de octubre, 16:00 (UTC-3) | Rosario Central | 2:4 | Argentino de Rosario | Balneario La Florida, Rosario |  |

#### Semifinales[10]
| 13 de octubre, 15:30 (UTC-3) | Acassuso | 6:2 | Buenos Aires City FC | Estadio Adabel de Paula, Empalme Lobos |  |

| 13 de octubre, 17:00 (UTC-3) | Unión Deportivo Provincial | 4:3 | Argentino de Rosario | Estadio Adabel de Paula, Empalme Lobos |  |

#### Final
| 14 de octubre, 12:00 (UTC-3) | Acassuso | 5:4 | Unión Deportivo Provincial | Estadio Adabel de Paula, Empalme Lobos |  |

Club Atlético Acassuso

Campeón

1.º título

### 3.ª edición: 2019
Se la denominó Liga Nacional de Fútbol Playa. Se dividió el campeonato en Apertura y Clausura, habiendo dos campeones y una final para disputar el lugar en la Copa Libertadores 2019. Cada torneo Se jugó con un sistema de todos contra todos por sumatoria de puntos, donde cada fecha se realizó en una sede distinta.
Este campeonato contó con la participación de los equipos: Acassuso, Buenos Aires City FC, Huracán, Unión Deportivo Provincial, Racing Club, Argentino de Rosario, Ituzaingó y Rosario Central.

#### Torneo Apertura[14][15]
| Equipo                     | Pts. | PJ | PG | PG+ | PG++ | PP | GF | GC | Dif. |
| -------------------------- | ---- | -- | -- | --- | ---- | -- | -- | -- | ---- |
| Acassuso                   | 20   | 7  | 6  | 1   | 0    | 0  | 32 | 18 | +14  |
| Rosario Central            | 18   | 7  | 6  | 0   | 0    | 1  | 39 | 20 | +19  |
| Unión Deportivo Provincial | 12   | 7  | 4  | 0   | 0    | 3  | 27 | 19 | +5   |
| Huracán                    | 12   | 7  | 4  | 0   | 0    | 3  | 32 | 29 | +3   |
| Argentino de Rosario       | 12   | 7  | 4  | 0   | 0    | 3  | 18 | 21 | -3   |
| Racing Club                | 4    | 7  | 1  | 0   | 1    | 5  | 21 | 25 | -4   |
| Buenos Aires City FC       | 2    | 7  | 0  | 1   | 0    | 6  | 25 | 43 | -18  |
| Ituzaingó                  | 0    | 7  | 0  | 0   | 0    | 7  | 20 | 39 | -19  |

Club Atlético Acassuso

Campeón

2.º título

#### Torneo Clausura[16]
Club Unión Deportivo Provincial (Lobos)

Campeón

2.º título

#### Partido de Clasificación a la Copa Libertadores[17]
| 11 de agosto | Acassuso | 5:5 (3:2 p.) | Unión Deportivo Provincial | Estadio La Quemita, Buenos Aires |  |